# Casa (singolo Giordana Angi)
Casa è un singolo della  cantautrice italiana Giordana Angi, pubblicato il 19 aprile come primo estratto dall'EP Casa.

## Tracce
1. Casa – 2:45

## Classifiche
| Classifica 2019 | Posizione massima |
| --------------- | ----------------- |
| Italia          | 44                |